# .sm
.sm je internetová národní doména nejvyššího řádu pro San Marino.